# Theodor-Heuss-Gymnasium Esslingen
Das Theodor-Heuss-Gymnasium ist ein städtisches Gymnasium in Esslingen am Neckar. Die Besonderheit dieser Schule liegt im französisch-bilingualen Zug und den zahlreichen Austausch-Möglichkeiten. Das Gymnasium trägt zudem das Prädikat MINT-freundliche Schule.

## Geschichte
1883 wurde die Schule als höhere Mädchenschule gegründet. 1914 wurde sie Mädchenrealschule, 1937 Oberrealschule für Mädchen und 1954 Mädchen-Gymnasium. Im Dezember 1967 wurde das neue Gebäude in der Breslauer Straße eingeweiht. Mit dem Umzug in den Neubau im Jahre 1968 erhielt die Schule den Namen Theodor-Heuss-Gymnasium. Gleichzeitig wurden erstmals auch Jungen aufgenommen, so dass die Schule seither koedukativ ist.

## Profil
Wesentliche Besonderheit des Gymnasiums ist das Angebot des Bilingualzugs Französisch. Hierbei erlernen die Schüler bereits ab der 5. Klasse die französische Sprache, parallel zur englischen Sprache, die als 2. Fremdsprache gelehrt wird. Ab der 7. Klasse aufwärts können dann auch Fächer wie Geographie, Geschichte und Gesellschaftskunde auf Französisch belegt werden. In der Oberstufe besteht schließlich die Möglichkeit, mit Französisch als Leistungsfach ein AbiBac zu absolvieren. Die erworbenen Fremdsprachenkenntnisse können in den Austauschprogrammen mit Partnerschulen in Grenoble, Saverne und Vienne, einer Partnerstadt von Esslingen, intensiviert werden.
Innerhalb der Profilbildung kann zwischen vier Varianten gewählt werden: Im sprachlichen Profil kann das Italienische als 3. Fremdsprache erlernt werden. Innerhalb des IMP-Profils werden die Fächer Informatik, Mathematik und Physik getrennt voneinander gelehrt, es werden aber Zusammenhänge zwischen den Inhalten der einzelnen Fächer aufgezeigt. Das naturwissenschaftliche Profil zeichnet sich insbesondere dadurch aus, dass parallel zu den Fächern Biologie, Chemie, Physik und Geographie ein zusätzliches Fach NWT unterrichtet wird, in dem die (technischen) Inhalte der Teildisziplinen verknüpft und vertieft werden. Schließlich besteht das musikalische Profil aus verstärktem Musikunterricht mit einem erhöhten Praxisanteil, für den eine musikalische Arbeitsgemeinschaft (Chor, Orchester, Jazzband) besucht wird.
Austauschmöglichkeiten bestehen darüber hinaus zum Holy Cross College in Bury (Greater Manchester) sowie zur Esslinger Partnerstadt Udine, der dem sprachlichen und musikalischen Austausch dient. Seit dem Jahr 1973 besteht zudem eine Chorpartnerschaft des THG-Kammerchors mit dem Mešani Mladinki Zbor Šolskega Centra in der slowenischen Partnerstadt Velenje, bei dem es zu Treffen im jährlichen Wechsel kommt.

## Architektur
Der 1967 eingeweihte, zunächst auf 21 Klassen angelegte Neubau samt zwei Turnhallen wurde aus grauem Sichtbeton errichtet. Bemerkenswert sind die breiten Flure und ein offenes, riesiges Foyer mit versetzten Ebenen. Die Pläne stammen von den Stuttgarter Architekten Karst und Kimmig. Seit 2009 steht das Gebäude unter Denkmalschutz.

## Persönlichkeiten
- Volker Kieber: Ehemaliger Schüler und Kommunalpolitiker
- Winfried Kretschmann: Ehemaliger Lehrer, 1979/80 Mitbegründer der Grünen Baden-Württemberg, seit 1980 für die Grünen im Landtag von Baden-Württemberg und ab 2011 Ministerpräsident von Baden-Württemberg.
- Leonie Patorra: Ehemalige Schülerin und Handballspielerin
- Christa Vossschulte: Ehemalige Schulleiterin und CDU-Politikerin, ehemaliges Mitglied des Landtags von Baden-Württemberg und dessen Vizepräsidentin.
- Patrick Weissinger: Ehemaliger Schüler und Trainer der deutschen Wasserball-Nationalmannschaft.